# I ara què, homenet?
I ara què, homenet? (en alemany: Kleiner Mann - was nun?) és una novel·la de l'escriptor alemany Hans Fallada publicada per primera vegada el 1932.

## Sinopsi
La novel·la té lloc entre el 1930 i el 1932. A l'inici del primer capítol, en Johannes Pinneberg, comptable de professió, i n'Emma "Xaieta" Mörschel, venedora, reben la notícia que està embarassada de dos mesos. Decideixen casar-se ràpidament i se'n van a viure a la ciutat de Ducherow, al nord d'Alemanya. Tanmateix, resulta que en Pinneberg tenia un compromís amb el seu patró qui el volia casar amb la seva filla, i en assabentar-se del casament el fa fora i ha de buscar-se una nova feina en una Alemanya en crisi econòmica.
Aleshores els arriba una esperança de la mare d'en Pinneberg, la Mia, amb qui no té massa bona relació, qui gràcies al seu company en Jachmann Pinneberg li ha aconseguit una feina de venedor als grans magatzems Mendel a Berlín. En Pinneberg i la seva dona es muden a Berlín. Primer viuen a la casa de la mare d'en Johannes, i més tard en una habitació a Moabit, la qual els la lloga en Puttbreese de forma il·legal. Als grans magatzems on treballa en Pinneberg canvien de supervisors i implanten un sistema de quotes en les vendes, les quals obliguen als venedors a competir entre ells i a treballar sota pressió. Tanmateix, en Pinneberg encara rep l'ajuda del seu company de feina i amic en Joachim Heilbutt, a qui acaben fent fora per pertànyer a grup nudista.
Quan neix el seu fill, en Horst, el Març de 1931 tornen a escassejar-los els diners a en Pinneberg i a na Xaieta. En Pinneberg fa tard uns quants dies a treballar ja que s'ha d'anar ocupant del seu fill i això provoca que l'acabin fent fora de la feina. Més tard, s'assabentarà que algun company de feina què li tenia mania havia fet córrer el rumor entre els amos jueus que en Johannes era un simpatitzant nazi.
Al Novembre de 1932 la família Pinneberg viuen en un cobert a uns 40 quilòmetres a l'oest de Berlín, què els cedeix en Heilbutt. En Pinneberg fa 14 mesos que és a l'atur i és na Xaieta qui ha de treballar ara per poder mantenir la família. Un dia que en Johannes va a Berlín a cobrar l'atur, li passa un esdeveniment que el trauma. Mentre passeja per la Friedrichstraße al centre de Berlín, es para davant d'un aparador. Aleshores un policia l'ordena que se'n vagi d'allí i en Johannes se sent humiliat, sent la gota que vessa el vas. En arribar a casa amb prou feines pot mirar a la seva dona als ulls. Ella, però, qui li ha donat sempre suport i que sempre l'ha animat, li fa veure que almenys es tenen l'un a l'altre, que s'estimen i que això és el més important.

## Traducció al català
- I ara què, homenet?. Traducció de Ramon Monton. Barcelona: Edicions de 1984, 2009.